# Szklarka Przygodzicka (gromada)
Szklarka Przygodzicka – dawna gromada, czyli najmniejsza jednostka podziału terytorialnego Polskiej Rzeczypospolitej Ludowej w latach 1954–1972.
Gromady, z gromadzkimi radami narodowymi (GRN) jako organami władzy najniższego stopnia na wsi, funkcjonowały od reformy reorganizującej administrację wiejską przeprowadzonej jesienią 1954 do momentu ich zniesienia z dniem 1 stycznia 1973, tym samym wypierając organizację gminną w latach 1954–1972.
Gromadę Szklarka Przygodzicka z siedzibą GRN w Szklarce Przygodzickiej utworzono – jako jedną z 8759 gromad na obszarze Polski – w powiecie ostrowskim w woj. poznańskim, na mocy uchwały nr 32/54 WRN w Poznaniu z dnia 5 października 1954. W skład jednostki weszły obszary dotychczasowych gromad Jesiona, Kotowskie i Szklarka Przygodzicka ze zniesionej gminy Czarnylas w powiecie ostrowskim oraz miejscowości Szklarka Myślniewska (wieś), Kryza (osada), Lubeszczyk (osada) i Okole (osada) z dotychczasowej gromady Szklarka Myślniewska ze zniesionej gminy Ostrzeszów w powiecie kępińskim w tymże województwie. Dla gromady ustalono 13 członków gromadzkiej rady narodowej.
1 stycznia 1956 gromadę włączono do powiatu ostrzeszowskiego w tymże województwie.
31 grudnia 1971 gromadę zniesiono, a jej obszar włączono do gromady Ostrzeszów w tymże powiecie.